# Tullio Baraglia
Tullio Baraglia, italijanski veslač, * 21. julij 1934, Gera Lario, † 23. november 2017.
Baraglia je za Italijo nastopil na Poletnih olimpijskih igrah 1960 in 1968. 
Obakrat je veslal v italijanskem četvercu brez krmarja, ki je leta 1960 osvojil srebrno, leta 1968 pa bronasto medaljo. 